# قبس ألاسكي
قبس ألاسكي (الاسم العلمي:Phlox alaskensis) هو نوع من النباتات يتبع جنس القبس من الفصيلة البولامونية.